# さよなら文明/涙3 (ナミダサンジョウ)
「さよなら文明/涙3（ナミダサンジョウ）」（さよならぶんめい/なみださんじょう）は、1992年10月21日発売された爆風スランプ23枚目シングルで両A面シングル。

## 概要
フジテレビ系アニメ『ツヨシしっかりしなさい』主題歌。但しスポンサーにNTTが入っていたため「もしもこの世に電話がなかったら」という1番の歌詞の使用は控えられ、2番から始めリピート部分を1番のサビに置き換えている。
『ミュージックステーション』（テレビ朝日系）出演時、エイズ撲滅運動に参加していたサンプラザ中野はサビの一部で「エイズ!エイズ!さよなら～」と歌い、観客席に立ち「よかったら使って下さい!」と言ってコンドームをばら撒いた。
サビ部分のギター・フレーズはB.B.クィーンズの「おどるポンポコリン」サビのフレーズが使われている。サビのメロディは、「愛のシャリオ」に酷似している。
「さよなら文明」はオリジナル・アルバム未収録。「涙3」はアルバム『アジポン』収録曲。

## 収録曲
1. さよなら文明
  - 『ツヨシしっかりしなさい』オープニングテーマ（1話 - 76話）
    - 作詞：サンプラザ中野　作曲：パッパラー河合　編曲：BAKUFU-SLUMP/エンペラー福田
2. 涙3（ナミダサンジョウ）
  - 『ツヨシしっかりしなさい』エンディングテーマ（1話 - 30話）
    - 作詞：サンプラザ中野　作曲：ファンキー末吉　編曲：BAKUFU-SLUMP/エンペラー福田/兼崎順一
3. さよなら文明（オリジナルカラオケ）
  - 作詞：サンプラザ中野　作曲：パッパラー河合　編曲：BAKUFU-SLUMP/エンペラー福田

## 収録アルバム
- アジポン (#2)
- SINGLES (#1)
- GOLDEN☆BEST 爆風スランプ ALL SINGLES (#1)